# NGC 2460

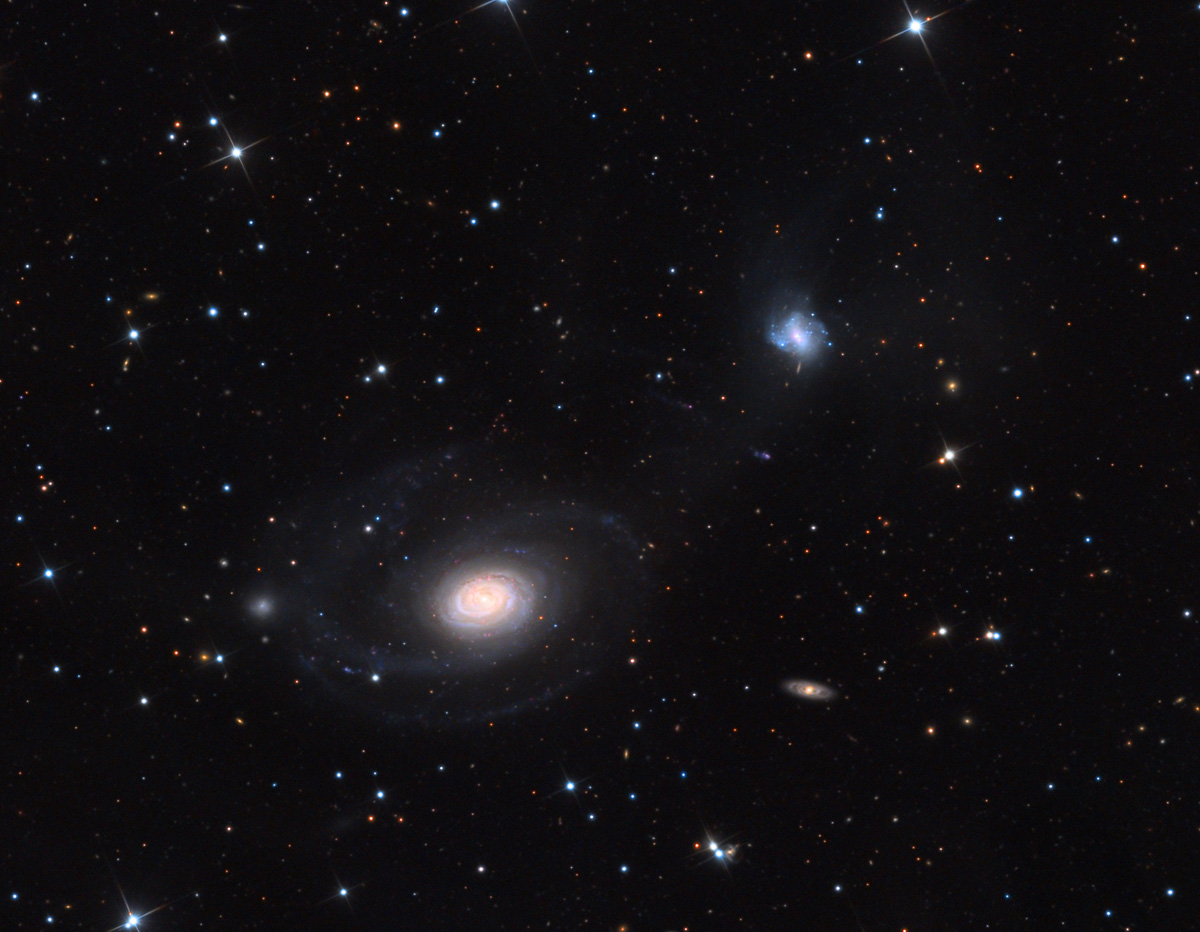
NGC 2460 par Adam Block. La petite galaxie bleutée en haut à droite est IC 2209 et celle qui est en bas à droite est MCG 10-12-22. (Observatoire du mont Lemmon/Université de l'Arizona)

NGC 2460 est une galaxie spirale située dans la constellation de la Girafe. NGC 2460 a été découverte par l'astronome allemand Wilhelm Tempel en 1882.

## Caractéristiques
Sa vitesse par rapport au fond diffus cosmologique est de 1 523 ± 6 km/s, ce qui correspond à une distance de Hubble de 22,5 ± 1,6 Mpc (∼73,4 millions d'al).
À ce jour, six mesures non basées sur le décalage vers le rouge (redshift) donnent une distance de 31,467 ± 5,745 Mpc (∼103 millions d'al), ce qui est à l'extérieur des valeurs de la distance de Hubble. Notons que c'est avec la valeur moyenne des mesures indépendantes, lorsqu'elles existent, que la base de données NASA/IPAC calcule le diamètre d'une galaxie et qu'en conséquence le diamètre de NGC 2460 pourrait être d'environ 26,1 kpc (∼85 100 al) si on utilisait la distance de Hubble pour le calculer.
La classe de luminosité de NGC 2460 est I et elle présente une large raie HI. C'est aussi une galaxie à noyau actif (AGN).

## Groupe de NGC 2460
NGC 2460 est la plus grosse et la plus brillante galaxie d'un groupe d'au moins 5 galaxies qui porte son nom. Les quatre autres galaxies du groupe de NGC 2460 sont IC 2209, UGC 4153, UGC 4159 et UGC 4169. De plus, NGC 2460 et IC 2209 forment une paire de galaxies.